# Bulbul červenouchý
Bulbul červenouchý (Pycnonotus jocosus), známý též pod názvem drozdec červenouchý, je druh pěvce z čeledi bulbulovitých (Pycnonotidae).

## Popis
Délka těla dospělých jedinců se pohybuje okolo 20 cm. Svrchu je hnědý, spodinu těla má šedavou s tmavšími boky a dvěma hnědými pruhy po stranách hrudi. Výrazným znakem je jeho výrazná chocholka na hlavě, červená skvrna na lících a světlá, tmavě ohraničená skvrna pod ní. Spodní krovky ocasní má zbarveny červeně, končetiny, zobák i oči jsou černé.

## Výskyt
Jeho domovinou jsou řídké lesy, křovinaté krajiny a hospodářská půda na rozsáhlém území jižní a jihovýchodní Asie. Postupně byl však zavlečen i do mnoha jiných částí světa, úspěšně dnes hnízdí např. v Austrálii, Los Angeles, na Havaji, Floridě, ostrovech Mauricius a Assomption (Seychely) a na Maskarénách.

## Ekologie
Živí se měkkými plody, nektarem a hmyzem. Hřaduje v početných rozvolněných hejnech, čítajících stovky nebo více jedinců. Samci během námluv zdvihají hlavu, roztahují ocas a mají přitom svěšená křídla. Během hnízdního období obhajují teritorium o rozloze přibližně 0,3 ha. Hnízdí 2× až 3× ročně. Miskovité hnízdo z větviček, kořínků, trávy a často i z kusů papíru nebo igelitových sáčků staví ve větvích keřů nebo malých stromů. V jedné snůšce jsou 2-3 nafialovělá, 21×16 mm velká vejce s jemným skvrněním, na kterých sedí po dobu 12 dnů. V případě, že je hnízdo ohrožováno predátorem, rodiče často odlákají jeho pozornost tím, že sami předstírají zranění. Na péči o mláďata se podílí samec i samice. Zpočátku je krmí housenkami a hmyzem, později ovocem a jinými měkkými plody.
Je populární také jako klecový pták.

## Chov v zoo
Bulbul červenouchý je chován přibližně v sedmi desítkách evropských zoo. V rámci Česka se pak jedná o tři zoo:
- Zoo Ostrava
- Zoo Plzeň
- Zoo Praha

Do roku 2018 chovaly tento druh:
- Zoo Hluboká
- Zoopark Chomutov

Na Slovensku je možné tento druh spatřit v kolekci Zoo Košice.

### Chov v Zoo Praha
Bulbul červenouchý je v Zoo Praha chován od roku 2004. Tehdy přišel pár ze Zoo Plzeň. Ještě téhož roku se podařil první úspěšný odchov v rámci českých zoo. V průběhu roku 2017 bylo odchováno 24 mláďat. Ke konci roku 2017 bylo chováno 28 těchto ptáků. V roce 2018 bylo odchováno sedm jedinců. Ke konci roku 2018 tak bylo chováno 26 bulbulů červenouchých. V květnu 2019 se narodilo další mládě.
Druh je chován v pavilonu Indonéská džungle.